# Veliki Crljeni
Veliki Crljeni (izvirno srbsko Велики Црљени) je naselje v Srbiji, ki upravno spada pod Mestno občino Lazarevac; slednja pa je del Mesta Beograd.

## Demografija
V naselju živi 3577 polnoletnih prebivalcev, pri čemer je njihova povprečna starost 38,0 let (37,1 pri moških in 39,0 pri ženskah). Naselje ima 1528 gospodinjstev, pri čemer je povprečno število članov na gospodinjstvo 3,00.
To naselje je, glede na rezultate popisa iz leta 2002, večinoma srbsko.
|  |

| Demografija | Demografija     | Demografija     |
| Leto        | Št. prebivalcev | Št. prebivalcev |
| ----------- | --------------- | --------------- |
|             |                 |                 |
|             |                 |                 |
|             |                 |                 |
|             |                 |                 |
| 1948        | 2296            |                 |
| 1953        | 2687            |                 |
| 1961        | 4227            |                 |
| 1971        | 3861            |                 |
| 1981        | 4252            |                 |
| 1991        | 4668            | 4506            |
| 2002        | 4865            | 4580            |
|             |                 |                 |

| Etnična sestava po popisu iz leta 2002 | Etnična sestava po popisu iz leta 2002 | Etnična sestava po popisu iz leta 2002 | Etnična sestava po popisu iz leta 2002 | Etnična sestava po popisu iz leta 2002 |
| -------------------------------------- | -------------------------------------- | -------------------------------------- | -------------------------------------- | -------------------------------------- |
| Srbi                                   | Srbi                                   |                                        | 4.347                                  | 94,91%                                 |
| Romi                                   | Romi                                   |                                        | 61                                     | 1,33%                                  |
| Romuni                                 | Romuni                                 |                                        | 26                                     | 0,56%                                  |
| Jugoslovani                            | Jugoslovani                            |                                        | 22                                     | 0,48%                                  |
| Hrvati                                 | Hrvati                                 |                                        | 21                                     | 0,45%                                  |
| Črnogorci                              | Črnogorci                              |                                        | 13                                     | 0,28%                                  |
| Goranci                                | Goranci                                |                                        | 8                                      | 0,17%                                  |
| Makedonci                              | Makedonci                              |                                        | 5                                      | 0,10%                                  |
| Madžari                                | Madžari                                |                                        | 4                                      | 0,08%                                  |
| Nemci                                  | Nemci                                  |                                        | 2                                      | 0,04%                                  |
| Bolgari                                | Bolgari                                |                                        | 2                                      | 0,04%                                  |
| Ukrajinci                              | Ukrajinci                              |                                        | 1                                      | 0,02%                                  |
| Slovenci                               | Slovenci                               |                                        | 1                                      | 0,02%                                  |
| Rusi                                   | Rusi                                   |                                        | 1                                      | 0,02%                                  |
| Albanci                                | Albanci                                |                                        | 1                                      | 0,02%                                  |
| Neznano                                | Neznano                                |                                        | 22                                     | 0,48%                                  |